# 1948 في المغرب
تحتوي هذه المقالة على أهم الأحداث التي شهدتها المغرب في 1948، إضافة إلى أهم الشخصيات المغربية المولودة والمتوفية في هذه السنة.

## الحكم
- السلطان: محمد الخامس
- الحكم للإدارة الفرنسية في المغرب الحماية الفرنسية على المغرب 1912 - 1956.[1]

- منطقة شمال المغرب وقتها كانت تحت حكم إسبانيا.

## مواليد
- محمد الأوراغي، باحث لغوي وناقد أدبي مغربي.
- حفصة بكري، شاعرة وكاتبة مغربية.
- عبد الكبير الشداتي، ممثل مغربي.
- فاطمة الشيكر، ممثلة مغربي.
- علي لغزيوي، كاتب مغربي.